# With Blood Comes Cleansing
With Blood Comes Cleansing – amerykański zespół z Albany (stan Georgia), grający chrześcijański deathcore. Po wydaniu własnej roboty i dystrybucji albumu EP z sześcioma utworami w styczniu 2006, podpisali kontrakt z wytwórnią Blood & Ink Records. Latem tego samego roku wydali swój pierwszy album długogrający zatytułowany Golgotha. Od czasu wydania zaczęli sporo koncertować i gromadzić wokół siebie bardzo liczne grono fanów. Po pewnym czasie zespół zmienił swoją wytwórnię na dużo większe Victory Records w lutym 2007. Niedługo po tym nagrali kolejny album Horror.

## Teksty
Każdy utwór wykonywany przez zespół ma związek z wiarą chrześcijańską. W utworach możemy usłyszeć o podziwianiu Boga, historiach o Jezusie, Golgocie oraz strachu przed Bogiem.

## Muzycy

### Obecny skład zespołu
- Jeremy Sims – gitara elektryczna
- Scott Erickson – gitara elektryczna
- Dennis Frazier – gitara basowa
- Dean Atkinson – wokal
- Matt Fidler – perkusja

### Byli członkowie zespołu
- Mike Sasser – wokal
- Spence Erickson – perkusja
- Jon Stripling – gitara basowa
- Doug McMillan – gitara basowa
- Josh Pearson – gitara elektryczna
- Greg Titus – gitara basowa
- Tyler Holt – gitara elektryczna
- Hank Day – gitara elektryczna

## Dyskografia

### Albumy studyjne
- Golgotha (2006)
- Horror (2008)

### Minialbumy
- Dern (2005)